# نابستر
نابستر (Napster) إحدى خدمات الموسيقى التي يمكن الوصول إليها عن طريق شبكة الإنترنت، وقد كانت في الأصل عبارة عن خدمة لمشاركة الملفات قام بصنعها شون باركر (Shawn parker)، وسميت هذه الخدمة بـ نابستار على غرار لقب فانينج. نابستير تمثل أول خدمة موسيقى بتقنية الند للند لمشاركة الملفات تلقى هذا الانتشار الواسع، فقد أحدثت هذه الخدمة تأثيراً عظيماً في كيفية استخدام الناس، وخصوصاً طلاب الجامعات، لخدمة الإنترنت.
إن التقنية المستخدمة في هذه الخدمة تسمح للجمهور العاشق للموسيقى بالمشاركة السهلة للأغاني بصيغة إم بي 3 (mp3) مع بعضهم البعض.
تعرضت نابستير لملاحقة قانونية من قبل منتجي الموسيقى جراء الانتهاك الهائل لحقوق النشر والملكية الفكرية. وحتى صدر حكم محكمة شمال كاليفورنيا برئاسة القاضية مارلين باتل والتي قضى بغلق موقع نابسترز نهائياً.

## وصلات خارجية
- الموقع الرسمي